# فهرست اشکال و انواع میز
این فهرستی از انواع و اشکال مختلف میزها است.

## اشکال و انواع میز
- میز آرموآر یا میز کابینت
- میز بارگنیو
- میز نیمکت
- جعبه انجیل
- بونور دوژور
- میز دبیر
- میز بریزه
- میز کاپوسین
- میز مازارین
- میز تخت، کرسی نگارش را ببینید
- میز پیشخدمت
- میز کمپین
- میز کارلتون هاوس
- میز کارل
- میز شورت
- میز کامپیوتر
- میز کردنزا
- میز کیوبیکل
- میز استوانه
- میز داونپورت
- میز و نیمکت
- میز روی صندوق
- میز روی چارچوب
- میز رسم
- میز ارگونومیک
- اسکریتوآر
- میز جلو-افت
- میز صحرایی
- میز صفحه نگارش
- میز بازی‌ها
- میز دامان
- میز سخنرانی
- میز لیزوز
- میز مکانیکی
- پله‌های کتابخانه متامورفیک
- میز مور
- میز شرکا
- میز پایه
- میز مزرعه
- میز قابل‌حمل
- میز رول‌تاپ
- میز مدرسه
- میز منشی-افت، میز جلو-افت را ببینید
- میز کار منشی
- میز منشی
- میز خطابه
- میز تحریر شیب‌دار
- میز اسپینت
- میز ایستاده
- میز دانشجو
- میز تامبور
- میز تانکر، میز پایه را ببینید
- میز تلفن
- میز تردمیل
- میز پایه‌دار
- میز ماشین‌تحریر
- میز ووتن
- صندلی‌راحتی نگارش
- میز تحریر
- میز نگارش